# ملعب سيكوندي تاكورادي
ملعب سيكوندي تاكورادي، وهو ملعب متعدد الأغراض في سيكوندي تاكورادي في غانا، ويتسع ل20,000 متفرج.
و هو يستضيف مباريات نادي سيكوندي هاساكاس.
و قد صمم خصيصا لكأس الأمم الأفريقية لكرة القدم 2008.

## معرض صور

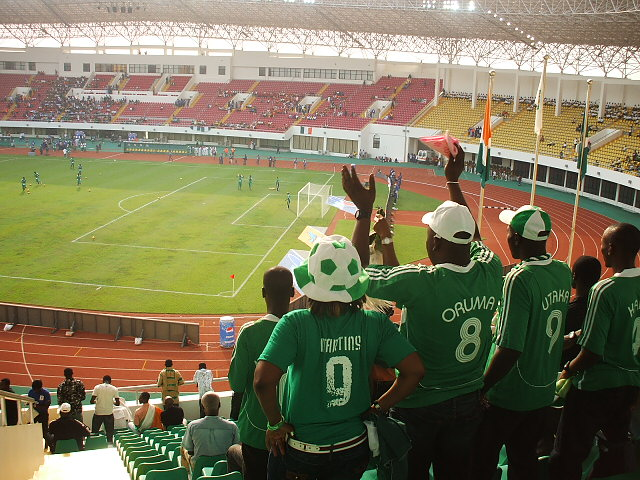
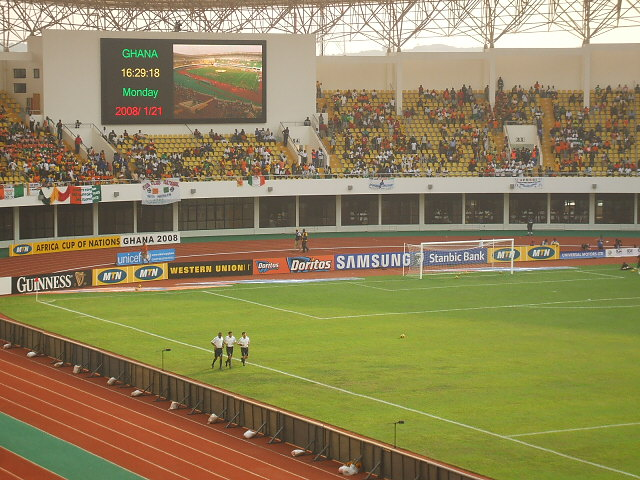